# Silky Nutmeg Ganache
Silky Nutmeg Ganache (31 de diciembre de 1990) es una artista drag estadounidense de Chicago, Illinois, quién ganó la atención internacional por competir en la undécima temporada de RuPaul's Drag Race terminando en tercer lugar, y más tarde compitiendo en la sexta temporada de RuPaul's Drag Race: All Stars en 2021. También ha participado en numerosos spin-offs de Drag Race, incluyendo RuPaul's Drag Race: Vegas Revue (2020) y RuPaul's Secret Celebrity Drag Race (2022). También compitió en el spin-off internacional de All Stars, Canada's Drag Race: Canada vs. the World en 2022, finalizando como finalista.

## Primeros años
Steele nació el 30 de diciembre de 1990 en el sur, pero se trasladó a Chicago en su juventud. Steele se graduó en el instituto de Moss Point en 2008.[cita requerida] Steele tiene un máster en liderazgo organizativo. Según el sitio web de Ganache, quiere iniciar estudios de PhD, y también declaró en Hey Qween! en 2020 que empezaría sus estudios de doctorado en 2021. Debido a su maestría y doctorado, a menudo se la conoce en broma como "The Reverend Dr. Silky Nutmeg Ganache".
Fue a Wabash College, una universidad solo para hombres, donde se le ocurrió su nombre original, "Lasagna Frozeen". Más tarde, su mentor la bautizó como "Silky" porque podía ser brusca pero también elegante. Ganache se fue a casa, donde vio Food Network. Mientras veía un programa, Ganache oyó la frase "ganache sedosa". A partir de ahí, sería conocida como "Silky Nutmeg Ganache". Obtuvo su MBA en liderazgo organizacional en la Indiana Wesleyan University en diciembre de 2017. Su madre drag es Vanessa Ryan, mentora de Ganache in drag durante sus años universitarios en Indiana.

## Carrera

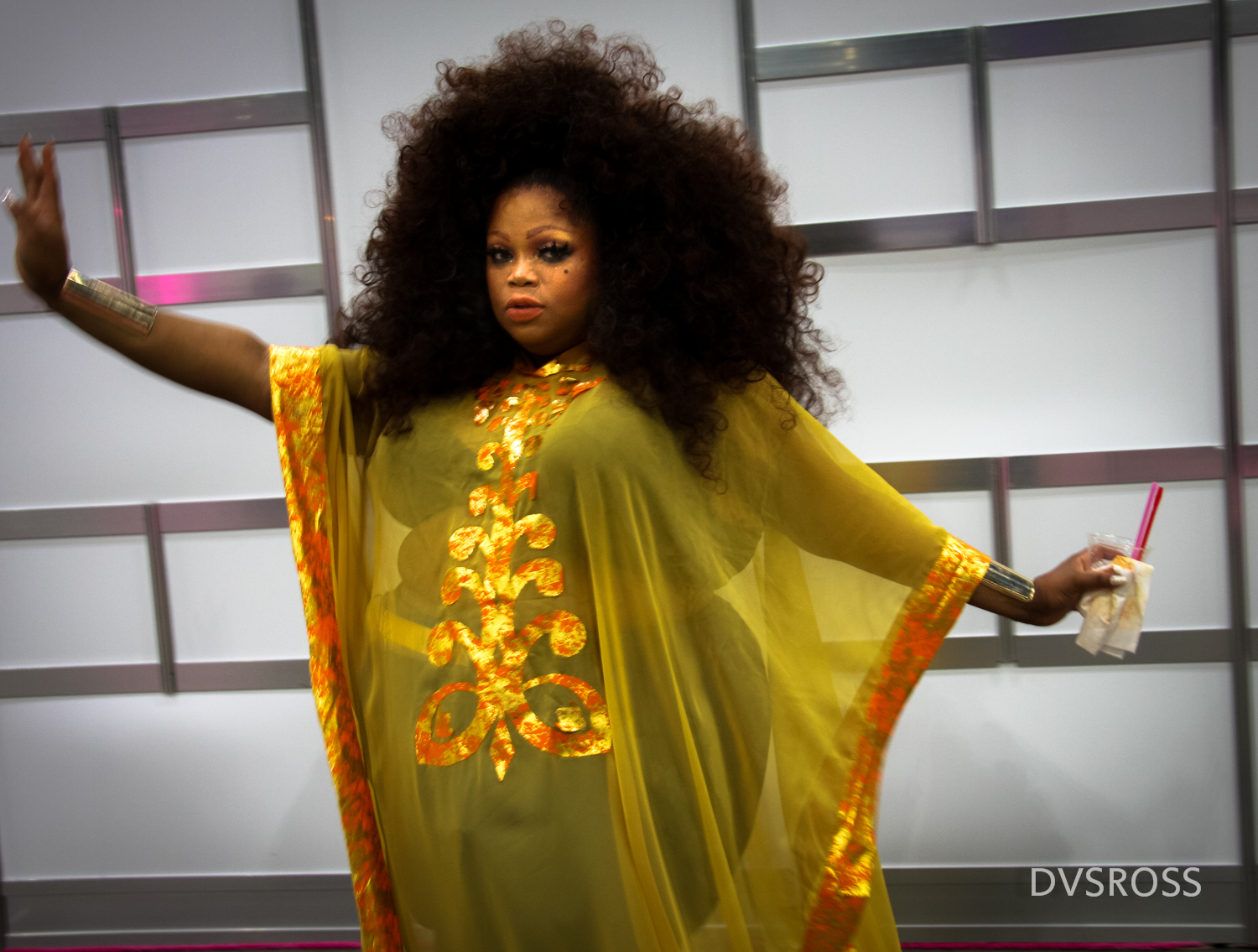
Silky Nutmeg Ganache en 2019

Ganache ha participado en muchos concursos, y tiene más de 100 créditos de competencia. Su historial de concursos incluye Miss Gay Indiana University 2014 (ganadora), Indiana All American Goddess at Large 2014 (primera suplente), Miss Unlimited Newcomer 2015 (ganadora), Miss Latina Continental Plus 2017 (ganadora), Miss Continental Plus 2017 (segunda suplente) y Miss Illinois Continental Plus 2018 (primera suplente).
Antes de participar en RuPaul's Drag Race, trabajó como drag durante seis años en Hydrate, Roscoe's Tavern, Splash y Berlin in Boystown.
Ganache fue anunciada como una de las quince concursantes que competirán en la undécima temporada de RuPaul's Drag Race el 24 de enero de 2019. Ganó dos maxi retos, en el episodio cuatro y ocho. Ganache interpretó a Oprah Winfrey con su actuación ganadora en Trump: The Rusical.Ts Madison, a quién Ganache interpretó en el desafío de Snatch Game de esta temporada, elogió a Ganache por su actuación. En el episodio 11, Ganache se ubicó entre los dos últimos lugares, donde eliminó a Nina West con "No Scrubs" de TLC. En la final de la temporada, celebrada en el Orpheum Theatre en Los Ángeles, Ganache formó parte de las cuatro finalistas, e hizo lip sync contra Brooke Lynn Hytes con "Bootylicious" de Destiny's Child, donde perdió, finalizando en la competencia en el tercer/cuarto lugar junto con A'keria Chanel Davenport.
El 24 de julio de 2019, Ganache actuó junto con Iggy Azalea en el Bowery Ballroom en Nueva York.
Ganache participó como estrella invitada en Germany's Next Topmodel, junto con sus compañeras de RuPaul's Drag Race Derrick Barry y Vanessa Vanjie Mateo.
Apareció en el video musical de la canción "Juice" de Lizzo el 17 de abril de 2019.
Del 26 de marzo al 6 de septiembre, formó parte del reparto rotativo de RuPaul's Drag Race: Season 11 Tour, presentado por Voss Events y World of Wonder, y presentado por Asia O'Hara. El espectáculo comenzó en Los Ángeles el 26 de mayo durante la fiesta de clausura de RuPaul's DragCon LA (presentado por la jueza de Drag Race Michelle Visage) y concluyó con una reverencia final el 6 de septiembre en Nueva York (también presentada por Visage) en la cima de RuPaul’s DragCon NYC. En abril de 2020, en medio de la pandemia de coronavirus, Ganache fue anunciada como miembro destacado del reparto del primer Digital Drag Fest, un festival drag en línea para todas las edades, en el que los asistentes tenían la oportunidad de interactuar con los artistas, darles propinas y ganar premios durante la emisión.
En 2020, apareció en el libro de fotografía de Rainbow Revolution de Magnus Hastings.
Ganache protagonizó su propia serie en WOWPresents Plus titulada Shantay You Pray, una serie que explora la relación de Ganache con la religión. También protagonizó Nightmare Neighbors with Silky & Vanjie, otra serie de WOWPresents series con Vanessa Vanjie Mateo, una docuserie que narra su vida en común cuando se mudan al mismo apartamento.
Silky fue anunciada como una de las trece concursantes de la sexta temporada de RuPaul's Drag Race: All Stars el 26 de mayo de 2021. Fue eliminada en el tercer episodio, quedando en undécimo lugar. Poco después de su eliminación, publicó Cocktails for a Queen, un libro de recetas de bebidas alcohólicas inspirado en antiguos alumnos de Drag Race. Regresó en el décimo episodio como parte del giro "Game Within a Game", convirtiéndose en la reina con más lip syncs en un solo episodio, con siete, y con más victorias en lip syncs en un solo episodio, con seis.

## Vida personal
Ella es una republicana registrada. En el episodio de Drag Race "Trump: The Rusical", explicó que esto se debe al gerrymandering del partido y al "aburguesamiento y movimiento de los distritos", y declaró que, a pesar de su afiliación oficial al partido, no vota a políticos republicanos. Afirma que "es muy importante que la gente se dé cuenta de que si quieres detener eso dentro del proceso político, sé más listo que ellos. Regístrate como republicano, y tendrán que rehacerlo todo".
Tras su carrera en RuPaul's Drag Race, Ganache reveló que debido al odio y al abuso que recibió en línea, hizo que entrara en una depresión y que casi dejara el drag.

## Filmografía

### Televisión
| Año  | Título                                   | Papel       | Notas                                            | Ref    |
| ---- | ---------------------------------------- | ----------- | ------------------------------------------------ | ------ |
| 2019 | RuPaul's Drag Race                       | Concursante | Tercer/cuarto lugar; Temporada 11 (14 episodios) | [ 9 ]  |
| 2019 | RuPaul's Drag Race: Untucked             | Ella misma  | Temporada 10 (12 episodios)                      | [ 9 ]  |
| 2019 | Germany's Next Topmodel                  | Ella misma  | Invitada; temporada 14, episodio 13              | [ 19 ] |
| 2020 | RuPaul's Drag Race: Vegas Revue          | Ella misma  | Invitada                                         | [ 32 ] |
| 2021 | RuPaul's Drag Race All Stars             | Concursante | Undécimo lugar; temporada 6 (4 episodios)        | [ 33 ] |
| 2021 | RuPaul's Drag Race All Stars: Untucked   | Ella misma  | Temporada 3 (4 episodios)                        | [ 33 ] |
| 2022 | RuPaul's Secret Celebrity Drag Race      | Ella misma  | Invitada; Temporada 2, episodio 4                | [ 34 ] |
| 2022 | Canada's Drag Race: Canada vs. the World | Concursante | Finalista                                        | [ 1 ]  |

### Series web
| Año  | Título                 | Papel      | Notas                                                     | Ref    |
| ---- | ---------------------- | ---------- | --------------------------------------------------------- | ------ |
| 2019 | Queen to Queen         | Ella misma | Juntó con Vanessa Mateo y A'keria Chanel Davenport        | [ 35 ] |
| 2019 | Meet the Queens        | Ella misma | Especial autónomo RuPaul's Drag Race Temporada 11         | [ 36 ] |
| 2019 | Whatcha Packin'        | Ella misma | Invitada                                                  | [ 37 ] |
| 2019 | Countdown to the Crown | Ella misma | Temporada 11                                              | [ 38 ] |
| 2019 | Cosmo Queens           | Ella misma | Cosmopolitan Series                                       | [ 39 ] |
| 2019 | Remember That Time     | Ella misma | Invitada                                                  | [ 40 ] |
| 2019 | Be$ties for Ca$h       | Ella misma | Junto con Vanessa Vanjie Mateo                            | [ 41 ] |
| 2020 | Elevate Your Slay      | Ella misma | Invitada                                                  | [ 42 ] |
| 2020 | Silky's Snack Shack    | Ella misma | Anfitriona                                                | [ 43 ] |
| 2020 | Shantay You Pray       | Ella misma | Anfitriona                                                | [ 24 ] |
| 2020 | Hey Qween              | Ella misma | Invitada                                                  | [ 44 ] |
| 2021 | Meet the Queens        | Ella misma | Especial autónomo RuPaul's Drag Race: All Stars 6         | [ 45 ] |
| 2021 | Whatcha Packin'        | Ella misma | Invitada                                                  | [ 46 ] |
| 2021 | Ruvealing the Look     | Ella misma | Invitada                                                  | [ 47 ] |
| 2021 | Trixie Cosmetics TV    | Ella misma | Invitada; Episodio: "Kiki with Silky Nutmeg Ganache"      | [ 48 ] |
| 2022 | The Pit Stop           | Ella misma | Invitada                                                  | [ 49 ] |
| 2022 | Binge Queens           | Ella misma | RuPaul's Drag Race: UK temporada 4                        | [ 50 ] |
| 2022 | Meet the Queens        | Ella misma | Especial autónomo Canada's Drag Race: Canada vs The World | [ 51 ] |
| 2022 | EW News Flash          | Ella misma | Invitada junto con Ra'Jah O'Hara                          | [ 51 ] |
| 2023 | Give It To Me Straight | Ella misma | Invitada                                                  | [ 52 ] |

### Vídeos musicales
| Año  | Título      | Artista       | Ref.   |
| ---- | ----------- | ------------- | ------ |
| 2019 | "Juice"     | Lizzo         | [ 53 ] |
| 2020 | "Hype"      | Yvie Oddly    | [ 54 ] |
| 2021 | "Wig Remix" | Serena ChaCha | [ 55 ] |
| 2021 | "Silky"     | Cuee          | [ 56 ] |

## Discografía

### Sencillos destacados
| Título | Año  | Álbum              |
| --- | ---- | ------------------ |
| "Queens Everywhere" (RuPaul junto con A'keria Chanel Davenport, Brooke Lynn Hytes, Silky Nutmeg Ganache, Vanessa Mateo, & Yvie Oddly) | 2019 | Sencillo sin álbum |
| "Bonjour, Hi!" (SRV Version) (El elenco de Canada's Drag Race: Canada vs The World)                                                   | 2022 | Sencillo sin álbum |

## Premios y nominaciones
| Año  | Organización     | Categoría                                          | Trabajo               | Resultados | Ref.          |
| ---- | ---------------- | -------------------------------------------------- | --------------------- | ---------- | ------------- |
| 2020 | The Queerties    | Future All-Star                                    | Herself               | Nominada   | [ 59 ]        |
| 2022 | The WOWIE Awards | Best Book Award (The Reading is Fundamental Award) | Cocktails for a Queen | Nominada   | [ 60 ] [ 61 ] |